# Brass Knuckles
Brass Knuckles é o quinto álbum de estúdio do rapper Nelly, lançado em 16 de Setembro de 2008. 

## Faixas
| Nº  | Título                                              | Produtor(es)                  | Participação(ões)          | Tempo |
| --- | --------------------------------------------------- | ----------------------------- | -------------------------- | ----- |
| 1.  | "U Ain't Him"                                       | Adam "Wyshmaster" Cherrington | Rick Ross                  | 3:15  |
| 2.  | "Hold Up"                                           | Free Agents                   | T.I. & LL Cool J           | 3:48  |
| 3.  | "L.A."                                              | Ron "Neff-U" Feemster         | Snoop Dogg & Nate Dogg     | 4:23  |
| 4.  | "Long Night"                                        | James "JLack" Lackey          | Usher                      | 3:15  |
| 5.  | "Lie"                                               | Polow da Don                  | St. Lunatics & Keri Hilson | 4:20  |
| 6.  | "Party People"                                      | Polow da Don                  | Fergie                     | 3:58  |
| 7.  | "Self Esteem"                                       | G. Koop                       | Chuck D                    | 3:37  |
| 8.  | "Body On Me"                                        | Akon & Giorgio Tuinfort       | Akon & Ashanti             | 3:29  |
| 9.  | "Stepped On My J'z"                                 | Jermaine Dupri                | Ciara & Jermaine Dupri     | 5:03  |
| 10. | "Let It Go (Lil Mama)"                              | The Neptunes                  | Pharrell Williams          | 4:22  |
| 11. | "One and Only"                                      | Polow da Don                  |                            | 4:19  |
| 12. | "Chill"                                             | Adam "Wyshmaster" Cherrington | St. Lunatics               | 5:42  |
| 13. | "Who Fucks Wit Me"                                  | Boom-Batt Productions         | Avery Storm                | 4:08  |
| 14. | "Ucud Gedit"                                        | Polow da Don                  | Gucci Mane & R. Kelly      | 4:28  |
| *   | "Bay" (faixa bónus Wal-Mart) (faixa bónus RU/Japão) | Droop-E                       |                            | 3:42  |
| *   | "Wadsyaname" (faixa bónus Japão/Austrália)          | Ron "Neff-U" Feemster         |                            | 4:08  |
| *   | "Warrior" (faixas bónus iTunes)                     | T. Feemster                   |                            | 2:44  |
| *   | "Let's Go" (faixa bónus iTunes)                     | Adam "Wyshmaster" Cherrington |                            | 3:43  |